# Luna 1
Luna 1 (russisch Луна-1 Luna-1, auch Lunik 1), ursprünglich (Мечта Metschta „Traum“), war die erste Mondsonde der Welt und die erste Raumsonde überhaupt. Das geplante Ziel der Mission, der Aufschlag auf dem Mond, wurde aber nicht erreicht. Stattdessen wurde sie am 4. Januar 1959 ungewollt zur ersten Vorbeiflugsonde.
Die Serienbezeichnung Lunik entstand unmittelbar nach dem Start von Luna 1 und nur in den westlichen Medien, in Anlehnung an den russischen Namen Sputnik für die ersten künstlichen Erdsatelliten. Dort verdrängte sie den ursprünglichen Namen Metschta. In den offiziellen sowjetischen Medien wurde Luna 1 erste sowjetische kosmische Rakete (первая советская космическая ракета pjerwaja sowjetskaja kosmitscheskaja raketa) genannt. Später wurde die Serie der drei ersten Mondsonden oft der nachfolgenden Luna-Serie zugerechnet und die erste Sonde als Luna 1 bezeichnet.

## Aufbau
Die kugelförmige Sonde hatte eine Masse von 361,3 kg und einen Durchmesser von 1,45 m. Der hermetisch geschlossene Gerätebehälter bestand aus einer Aluminium-Magnesium-Legierung und war mit Stickstoff gefüllt. Das Gas half, die nötige Betriebstemperatur für die elektronischen Geräte aufrechtzuerhalten. Auf der Außenfläche des Behälters waren die Sensoren für die Messgeräte, ein Stabausleger mit einem Magnetometer und vier Stabantennen angebracht. Die Messgeräte waren vorgesehen für die Untersuchung der Strahlung und von Magnetfeldern im Umfeld von Erde und Mond sowie für die Bestimmung der Dichte des interplanetaren Gases. Unter den inneren Geräten befand sich auch ein Geigerzähler und ein Szintillationszähler. Des Weiteren führte Luna 1 massive Metallkugeln mit sich, die den Aufschlag auf dem Mond überstanden hätten und sowjetische Embleme wie Hammer und Sichel enthielten. Eine Kamera für Bilder von der Oberfläche des Mondes war nicht an Bord. Die Versorgung mit Strom geschah durch Quecksilberoxidbatterien und Silber-Zink-Akkus. Die Sonde besaß keine Möglichkeit einer Kurskorrektur.
Die Sonde sendete in den Bereichen 19,993 MHz, 183,6 MHz (Tracking) und 70,2 MHz. Zur Übertragung waren 4 Peitschenantennen und eine starre Antenne direkt auf dem Gehäuse vorgesehen.

## Flugverlauf
Nach den Fehlstarts von drei Vorgängern im Jahr 1958 und nur 15 Monate nach dem Start von Sputnik 1 hob Luna 1 am 2. Januar 1959 vom Weltraumbahnhof Baikonur aus zum Mond ab. Ihre Trägerrakete vom frühen Wostok-Typ 8K72 – Luna genannt – war eine für den Mondflug um eine dritte Stufe erweiterte R-7, die schon bei den drei Vorversuchen zum Einsatz kam und als erste Interkontinentalrakete der Welt entwickelt wurde.
Am 3. Januar um 00:56 UTC, noch weit vor Erreichen des Mondes, wurde in einer Erdentfernung von etwa 113.000 km von der abgetrennt mitfliegenden letzten Raketenstufe eine Natriumdampfwolke ausgestoßen. Die verwendete Menge von 1 kg Natrium ergab eine Wolke, die durch den Sonnenwind zum orangen Leuchten angeregt wurde und als „künstlicher Komet“ zur sichtbaren Markierung der Bahnposition von Beobachtungsstationen aus fotografiert werden konnte. Als daraufhin erkannt wurde, dass die Sonde den Mond verfehlen wird und das Erde-Mond-System verlassen muss, erfolgte ihre Umbenennung in Metschta („Traum“) – in Anlehnung an den Traum der Menschheit, in den tieferen Weltraum vorzustoßen.
Auf Grund einer zu hohen Geschwindigkeit verfehlte Luna 1 die Oberfläche des Erdtrabanten am 4. Januar um 02:59 UTC nach 34 Stunden um knapp 6000 km und flog mit einer Geschwindigkeit von 2,5 km/s an ihm vorbei. Durch diesen ungeplanten Swing-by schlug sie eine Umlaufbahn um die Sonne zwischen den Bahnen von Erde und Mars ein, die eine numerische Exzentrizität von 0,14767 erhielt, mit einem Perihel bei 0,9766 AE und einem Aphel bei 1,315 AE, sowie eine Bahnneigung von 0,01° und eine Umlaufzeit von 450 Tagen.
Luna 1 wurde damit zum ersten von Menschenhand geschaffenen Objekt in einer Umlaufbahn um die Sonne. 
Die letzten Funksignale der Sonde konnten bis zur Erschöpfung ihrer Batterien am 5. Januar 1959 gegen 7:00 UTC noch aus einer Entfernung von rund 600.000 km empfangen werden.

## Ergebnisse
Luna 1 verfehlte zwar ihr Missionsziel, schickte aber wie geplant zahlreiche Informationen zur Erde, die von ihren hochsensiblen Messgeräten aufgezeichnet wurden. Sie lieferte Messwerte des Van-Allen-Strahlungsgürtels der Erde, bestätigte die Existenz des Sonnenwindes und maß bei ihm eine Geschwindigkeit von 400 km/s. Des Weiteren entdeckte sie, dass der Mond kein Magnetfeld besitzt.
Der US-amerikanische Reporter Lloyd Mallan bezweifelte die Realität der sowjetischen Mondmission und veröffentlichte das Buch The Big Red Lie. Wegen der Erdrotation konnten US-Stationen die Signale erst empfangen, als die Sonde mehr als 171.000 km entfernt war. Im Mai 1959 führte das US-Repräsentantenhaus die Anhörung Soviet Space Technology  durch, die den Erfolg der Mondmission und den Vorsprung der sowjetischen Raumfahrttechnik hinsichtlich der Genauigkeit der Navigation bestätigte.
Die sehr ähnliche Nachfolgesonde Luna 2 erreichte die Oberfläche des Mondes noch im selben Jahr.